# Ориоли, Пьетро
Пьетро Ориоли, или Пьетро ди Франческо дельи Ориоли (итал. Pietro di Francesco degli Orioli; ок. 1458—1496, Сиена) — итальянский художник, сиенская школа.

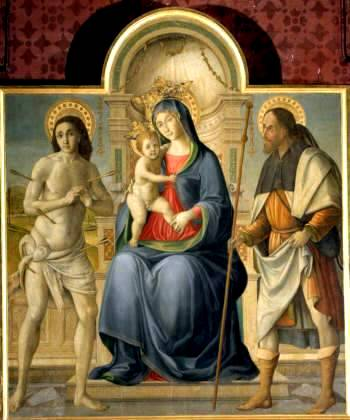
Пьетро Ориоли. Мадонна с младенцем, св. Себастьяном и св. Рохом. ок. 1485 г. Буоноконвенто, музей религиозного искусства.

Творчество этого художника стало активно изучаться сравнительно недавно, лет 25—30 назад, поэтому полное описание его произведений ещё впереди. Научное сообщество на протяжении последних ста лет было увлечено изучением золотого века сиенской живописи — XIV века, но мало придавало значения второй половине XV века.

## Биография
Пьетро Ориоли начал свою карьеру в мастерской одного из лучших сиенских мастеров второй половины XV века Маттео ди Джованни, в которой работал до 1480 года. В этой же мастерской с ним рука об руку работал Гвидоччо Коццарелли, картины которого до недавнего времени путали с работами Пьетро — настолько схожи их стили. Главным отличием в творчестве этих двух художников было то, что Пьетро Ориоли увлекался новомодными способами построения пространства в картине с помощью линейной перспективы, был мастером этого дела, и когда, например, Франческо ди Джорджо, знаменитому сиенскому художнику и архитектору, требовалось правильно выстроить живописное пространство картины, ему в некоторых случаях приходилось обращаться к специалисту — Пьетро Ориоли. Кроме того, Ориоли, судя по всему, принадлежит одно новшество, которое впоследствии с успехом использовал его флорентийский современник и коллега Сандро Боттичелли: Пьетро делал усиленный акцент на обрисовке контуров фигур в своих картинах, что придавало им особую графическую ясность. Ориоли писал яичной темперой, и специалисты отмечают его блестящие способности в этой технике, утверждая, что он расширил её возможности как никто другой в то время.

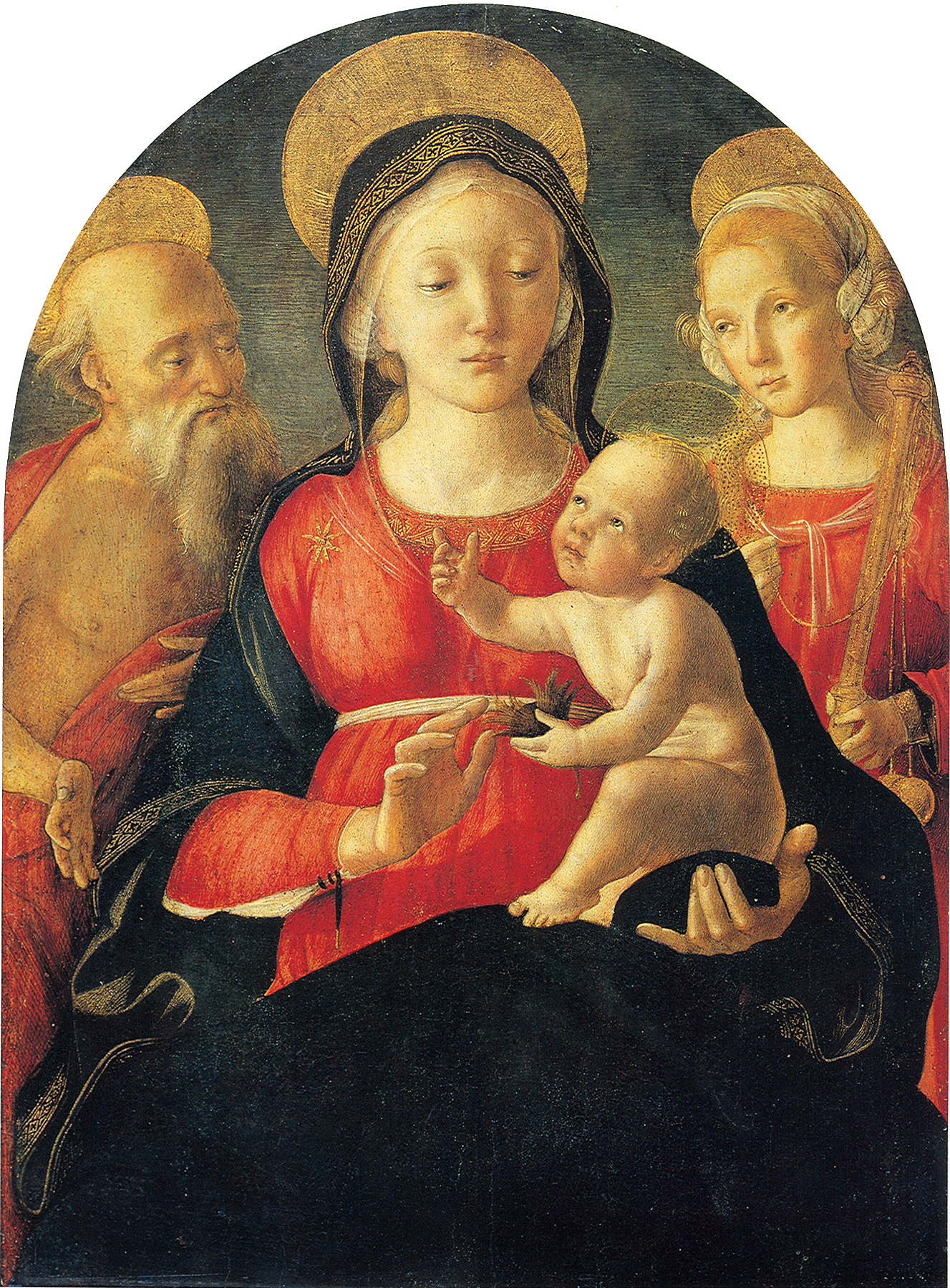
Пьетро Ориоли. Мадонна с младенцем, св. Иеронимом и неизвестной святой. ок.1490 г. Частное собрание.

Первая, документально подтвержденная работа художника, помечена 1489 годом, это «Христос омывающий ноги апостолам» в сиенском баптистерии. Среди наиболее известных работ Пьетро Ориоли можно назвать «Мадонну с младенцем и двумя ангелами» из миланской галереи Пинакотека Брера, которую считают самой ранней его работой, и которую ещё совсем недавно приписывали кисти Гвидоччо Коццарелли; «Мадонну с младенцем св. Себастьяном и св. Рохом» (Музей религиозного искусства, Буоноконвенто), «Мадонну с младенцем и четырьмя святыми» (1480-е гг., Кастельмуцио, Буоноконвенто), «Святое семейство с четырьмя ангелами» (Фондационе Маньяни Рокка ди Мамиано ди Траверсеторе, Парма), которую считают наиболее совершенным продуктом его зрелого творчества, «Мадонну с младенцем, св. Иеронимом и неизвестной святой» (1490 г. Частное собрание), «Рождество» (1494—1996 гг., Частное собрание), и «Поклонение волхвов» (Лондон, Национальная галерея), картину, которая не имеет точной даты создания, но которую считают написанной Пьетро в последние годы жизни. Кроме исполнения чисто религиозных произведений, Пьетро Ориоли принял участие в создании серии аллегорических портретов воплощающих добродетели, изобразив «Сульпицию» (Балтимор, собрание Уолтерса). Из известных сегодня произведений к этой серии относят семь или восемь картин, и среди них «Клавдия Квинта» Нероччо де Ланди, «Юдифь» Маттео ди Джованни, и «Артемизия» анонимного сиенского художника, условно называемого Мастером истории Гризельды.

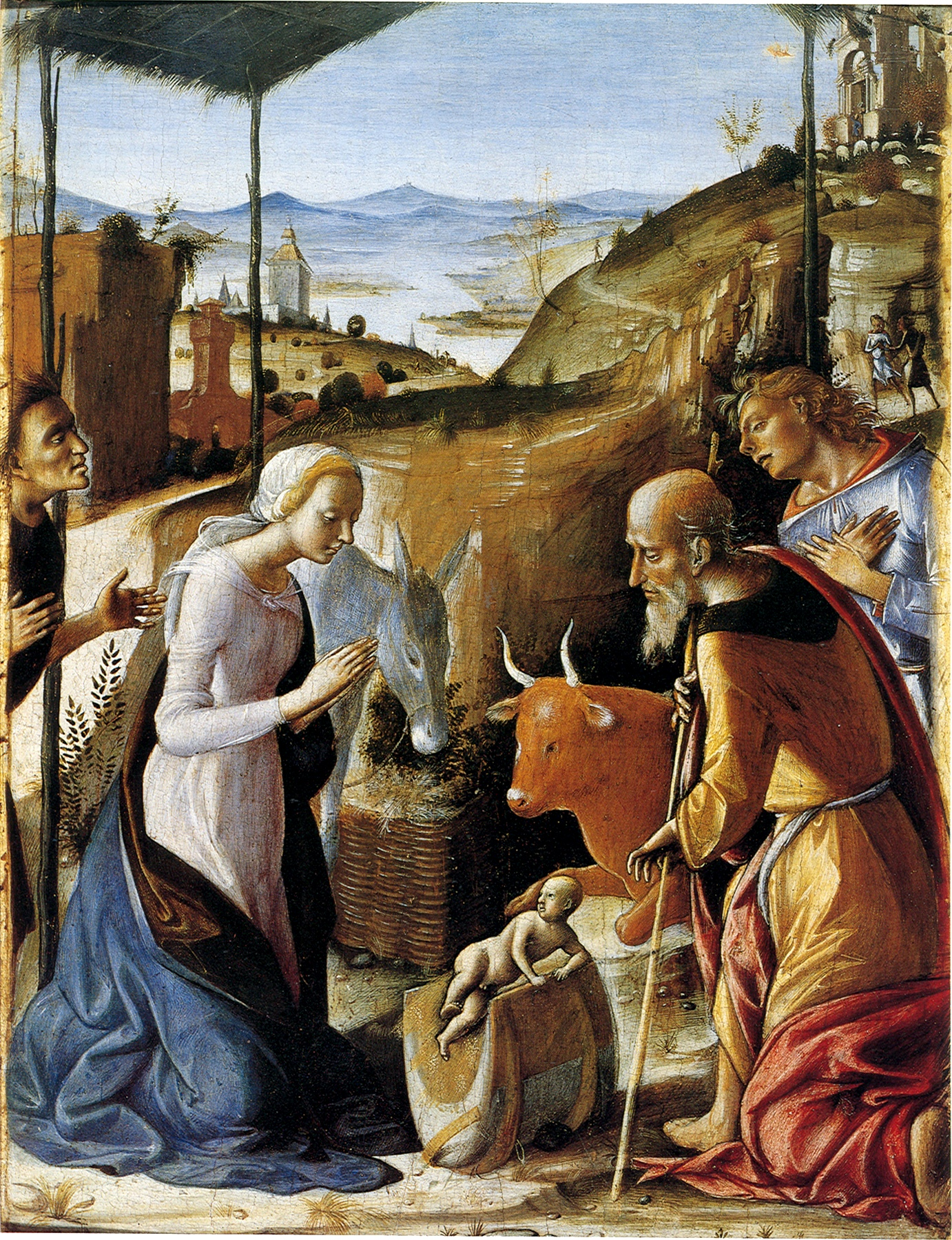
Пьетро Ориоли. Рождество. 1494-96гг. Частное собрание.

Искусство Пьетро Ориоли отражает тосканские художественные вкусы 1470—1480-х годов, в нём видно влияние мастеров, взращенных Верроккьо — Доменико Гирландайо, Сандро Боттичелли, Лоренцо ди Креди, однако роль Ориоли в круговороте художественных идей той эпохи сегодня нельзя назвать последней. Несмотря на увлечение флорентийским натурализмом, он оставался сиенским художником, и готизированная экспрессия у него иногда проступала сквозь ренессансный лоск. При жизни Пьетро Ориоли не имел большой славы за пределами Сиены, поскольку работал по большей части в самом городе, либо в его окрестностях, и поэтому когда он умер, а произошло это очень рано — Пьетро было всего 37 лет, его смерть прошла для тосканского художественного мира незамеченной.